# Imlay (Nevada)
Imlay è un comune non incorporato degli Stati Uniti d'America, situato nello stato del Nevada, nella contea di Pershing.